# 273년

## 연호
- 서진(西晉) 태시(泰始) 9년
- 오(吳) 봉황(鳳凰) 2년

## 기년
- 서진(西晉) 무제(武帝) 9년
- 오(吳) 말제(末帝) 10년
- 신라(新羅) 미추 이사금(味鄒泥師今) 12년
- 고구려(高句麗) 서천왕(西川王) 4년
- 백제(百濟) 고이왕(古爾王) 40년